# Pape Thiaw
Pape Thiaw, né le 5 février 1981 à Dakar (Sénégal), est un ancien footballeur international sénégalais reconverti entraîneur. 
Il a joué pour l'équipe du Sénégal et a participé à la Coupe du monde 2002.
En janvier 2008, il a résilié son contrat avec le Deportivo Alavés et s'est engagé pour une durée de 6 mois à l'US Créteil, en National.
Arrivé au Niarry Tally Biscuiterie (première division sénégalaise) en décembre 2018 en tant qu’entraîneur, il est limogé le 8 février 2021 pour insuffisance de résultats. Il est remplacé par Abdoulaye Guèye qui était responsable des catégories de jeunes au club .
Pape Thiaw est nommé le 13 décembre 2024, sélectionneur de l’équipe nationale de football du Sénégal.

## Palmarès

### En tant que joueur
- Vice-champion en 2002. Avec le RCS Strasbourg

- Finaliste de la Coupe d'Afrique des nations en 2002 avec le Sénégal

- Quarts de finale de la Coupe du monde 2002 avec le Sénégal

### En tant qu'entraîneur
- Vainqueur du Championnat d'Afrique des nations de football En 2022 avec le Sénégal.
- troisième de la Coupe COSAFA en  2022 en tant qu’invité.

### Distinctions personnelles
- Meilleur entraîneur du Championnat d'Afrique des nations de football 2022[5]. avec le Sénégal

## Statistiques
- 26 matchs (6 buts) en Ligue 1
- 9 matchs (1 but) en Ligue 2
- 28 matchs (6 buts) en National
- 4 matchs (3 buts) en CFA
- 8 matchs (5 buts) en CFA.2

- 5 matchs en Liga
- 32 matchs (11 buts) en D1 suisse
- 6 matchs (3 but) en D1 russe
- 26 matchs (9 buts) en D2 espagnole

Arrêtées au 15 février 2008